# Кулик Вадим Анатолійович
Вади́м Анато́лійович Кули́к — полковник Збройних сил України, учасник російсько-української війни.
Станом на 2016 рік працював заступником командира частини по роботі з особовим складом, 16-й полк охорони громадського порядку.

## Нагороди
За особисту мужність і високий професіоналізм, виявлені у захисті державного суверенітету та територіальної цілісності України, вірність військовій присязі, відзначений — нагороджений
- орденом «За мужність» III ступеня (21.7.2015)